# Bustillo de la Vega
Bustillo de la Vega è un comune spagnolo di 373 abitanti situato nella comunità autonoma di Castiglia e León.